# Marsolan
Marsolan é uma comuna francesa na região administrativa de Occitânia, no departamento de Gers. Estende-se por uma área de 26,14 km². Em 2010 a comuna tinha 463 habitantes (densidade: 17,7 hab./km²).